# John Retallack
John Retallack (1950) è un regista teatrale e direttore artistico britannico.

## Biografia
Attivo come regista teatrale in Gran Bretagna, India e Giappone, Retallack ha studiato all'Università del Gloucestershire. Nel 1980 ha fatto il suo debutto londinese alla regia di un adattamento teatrale del Don Chisciotte, che gli valse il Laurence Olivier Award al miglior esordiente in un'opera teatrale nel 1983. Retallack è stato fondatore e regista dell'ATC Theatre dal 1977 al 1985, oltre ad essere stato direttore artistico dell'Oldham Coliseum Theatre dal 1985 al 1988 e dell'Oxford Stage Company dal 1989 al 1999. Ha vinto due volte il premio alla regia al Festival di Edumburgo, nel 2001 e nel 2010.